# Крепость Рустави
Крепость Рустави или Руставский замок (груз. რუსთავის ციხე) — крепость на территории Кахетии, был одним из замков, построенных вокруг Тбилиси для защиты столицы.

## История
Самая первая постройка датирована V веком н. э., она представляла собой несколько сигнальных башен в форме четырёхугольника, а в каменных стенах были оборудованы места для военных сооружений, в таком виде ограждение простоял до VIII века. Второй этап крепости был ознаменован расширение сооружения, теперь его дополняли полукруглые башенки. Для укрепления всего оборонительного ансамбля в IX—XI веках башни объединили в сплошной огражденный массив, а уже в XII—XIII веках, спустя почти 200 лет, пристроили внешнюю стену, за которой расположился тоннельный проход для мобильной рокировки военных при осаде крепости.
В XX веке на территории Руставской крепости проживало населения не грузинского происхождения, которые крепость называли Риш-кала, а сам город Рустави называли Ришад, на армянском наречии. В 1920 году была версия установленная исследованиями Павла Ингороква, в которой он считал Руставсую крепость принадлежала к роду Аришианов и должен был называться Крепостью Ариш, эту версию не поддерживают ни историки, ни сами грузины, которые считали что Рустави всегда был неотъемлемой частью Кахетии и никогда не был частью Эретии.
Постановлением правительства Грузии от 27 августа 2020 года ему присвоена категория государственного значения.